# 다바나게레

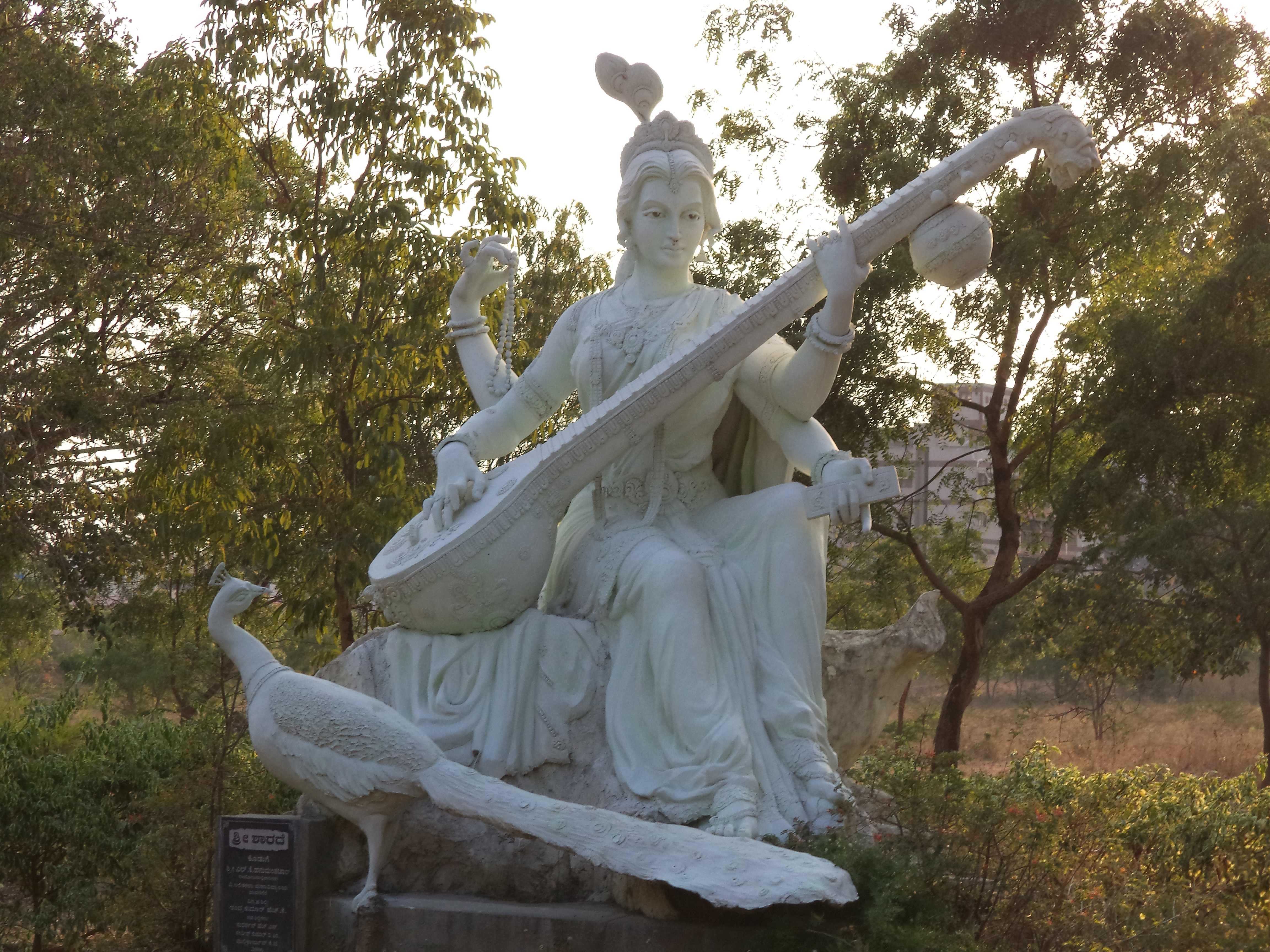

다바나게레(Davanagere, 칸나다어: ದಾವಣಗೆರೆ)는 인도 카르나타카 주 중부에 위치한 도시이다.